# シャイナ・ジョセフ
シャイナ・ジョセフ（Shainah Joseph、1995年5月15日 - ）は、カナダの女子バレーボール選手。カナダ代表。

## 来歴

### クラブチーム
オタワ出身。12歳のときにバレーボールをはじめる。オタワ市のカトリック高校を卒業後はアメリカ合衆国に移り、2013年にフロリダ大学へ進学した。2017年のNCAA女子バレーボール選手権フロリダ地域のMVPに選ばれ、最終的には準優勝となった。ブルガリア、チャイニーズタイペイ、フィリピンのクラブチームを経て2020年、日本のV.LEAGUE Division1の埼玉上尾メディックスに入団。2020/21シーズンはV Cupにて優勝へ導いた。2021/22シーズンはフランスリーグのVandœuvre Nancyと契約した。
2024年はプロ・バレーボール・フェデレーションでプレーした。

### 代表チーム
フロリダ大学在学中の2015年、カナダ代表に初選出される。同年のパンアメリカンカップで代表デビューを果たした。2018年、カナダ代表として世界選手権に出場した。2019年、チャレンジャーカップ、北中米選手権に出場した。2021年のネーションズリーグに出場した。

## 来歴
- 世界選手権 - 2018年
- ネーションズリーグ - 2021年
- 北中米選手権 - 2019年

## 所属クラブ
- フロリダ大学（2013-2017年）
- Martiza Plovdiv（2017-2018年）
- Top Speed（2018-2019年）
- Sta Lucia Lady Realtors（2019-2020年）
- 埼玉上尾メディックス（2020-2021年）
- Vandœuvre Nancy VB（2021-2022年）
- VC Marcq-en-Barœul（2022-2023年）
- オーランド・ヴァルキリーズ（英語版）（2024年）
- FC Porto（2024年-）